# 利什滕贝格
利什滕贝格（法語：Lichtenberg，法語發音：[liʃtənbɛʁɡ]）是法国下莱茵省的一个市镇，属于萨韦尔讷区。

## 地理
利什滕贝格（48°55'15"N, 7°28'50"E）面积12.12 平方千米，位于法国大東部大區下莱茵省，该省份为法国大陆部分最东部的省份，是阿尔萨斯的一部分，今与上莱茵省组成了阿尔萨斯欧洲集体，其南至上莱茵省，西南接孚日省和默尔特-摩泽尔省，西接摩泽尔省，北与德国接壤，东侧沿莱茵河与德国相望。
与利什滕贝格接壤的市镇（或旧市镇、城区）包括：贝伦塔勒、英维莱尔、奥夫维莱尔、赖佩尔茨维莱尔、罗特巴克、维默诺。
利什滕贝格的时区为UTC+01:00、UTC+02:00（夏令时）。

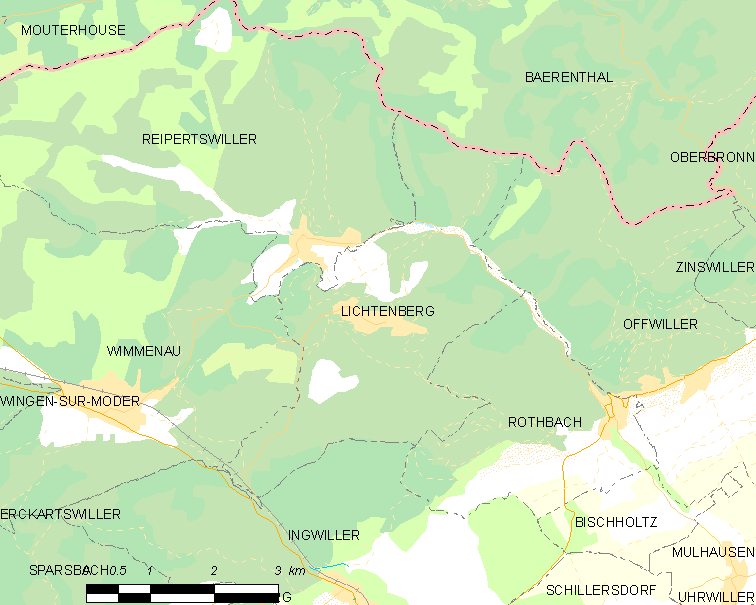
利什滕贝格的OSM定位图

## 行政
利什滕贝格的邮政编码为67340，INSEE市镇编码为67265。

## 政治
利什滕贝格所属的省级选区为英维莱尔县。

## 人口

1962-2008年间利什滕贝格人口变化图示

利什滕贝格于2022年1月1日时的人口数量为531人。